# Vinx De'Jon Parrette
Vinx De'Jon Parrette (narozený 15. prosince 1957), známý také veřejně podle jeho pódiového jména Vinx, je perkusionista, zpěvák a skladatel a bývalý sportovec. Je známý pro práci jako sólista, stejně jako pro spolupráci se Stingem, Cassandrou Wilsonovou a dalšími.

## Životopis
Vinx navštěvoval Kansas State University na stipendium. V roce 1977 byl těžce popálený, když rasistický žhářský útok zničil jeho dům a domov souseda. On překonal svá zranění a o tři roky později se proslavil druhým nejdelším skokem v trojskoku. Toto kvalifikovalo Vinxe pro olympijské hry v Moskvě v roce 1980. Když prezident Jimmy Carter v tomto roce vyhlásil olympijský bojkot, Vinxovy atletické cíle byly zastaveny.

## Diskografie

### Sólo
- Rooms in My Fatha's House (1991)
- I Love My Job (1992)
- The Storyteller (1993)
- Big N Round (2000)
- Through Colored Folks Eyes (2004)
- The Mood I'm In (2006)
- Groove Heroes (2017)